# روز روشن (فیلم)
روز روشن یک فیلم سینمایی در ژانر درام به نویسندگی و کارگردانی حسین شهابی ساخته شده در سال ۱۳۹۱ است که دی ماه ۱۳۹۲ در سینماهای ایران اکران عمومی شد. این فیلم اولین ساخته سینمایی شهابی است که در سی ویکمین جشنواره فیلم فجر علاوه بر دریافت دو دیپلم افتخار برای بهترین فیلمنامه و بهترین بازیگر نقش اول زن نامزد دریافت چهار سیمرغ بلورین شد. همچنین در شانزدهمین جشن سینمای ایران در شهریور ماه سال ۱۳۹۳ کاندیدای دریافت سه تندیس بود.
روز روشن با حضور در جشنواره‌های بین‌المللی جوایز «تقدیر ویژه هیئت داوران» بیست و هشتمین جشنواره بین‌المللی فیلم ماردل پلاتا آرژانتین و «قرقاول نقره‌ای بهترین کارگردانِ» نوزدهمین جشنواره بین‌المللی فیلم کرالا هند را برای شهابی به ارمغان آورد.

## خلاصه فیلم
روشن یک دختر جوان و معلم مهد کودک است که در شش ساعت باقیمانده به آخرین جلسه دادگاه پدر یکی از دانش آموزان خود (که به احتمال زیاد به قصاص محکوم می‌شود) سعی دارد عده‌ای از همکاران شغلی او را که شاهد صحنه درگیری قتل بوده‌اند، بعنوان شاهد به آخرین دادگاه او بیاورد…

## بازیگران
- پانته‌آ بهرام
- مهران احمدی
- امیررضا دلاوری
- امیر کربلایی‌زاده
- سودابه بیضایی
- علیرضا استادی
- محمدرضا علیمردانی
- وحید آقاپور
- روناک یونسی

## وضعیت اکران و نقد
فیلم سینمایی روز روشن ستایش منتقدان داخلی و خارجی را به همراه داشت که دارا بودن فیلم‌نامه‌ای دقیق و منسجم و همچنین بازی‌های روان و یکدست بازیگران و نمایش باور پذیر واقعیات روز جامعه معاصر ایران با نگاهی منتقدانه و دور از اغراق و نمایش را از نقاط قوت فیلم دانستند.

## جشنواره‌ها و جوایز
- برنده دیپلم افتخار و تندیس بهترین فیلمنامه (حسین شهابی) از سی یکمین جشنواره فیلم فجر (بهمن ماه ۱۳۹۱) [۱۵]
- کاندید دریافت سیمرغ بلورین بهترین فیلم اول (حسین شهابی) از سی و یکمین جشنواره فیلم فجر (بهمن ماه ۱۳۹۱)
- برنده دیپلم افتخار و تندیس بهترین بازیگر نقش اول زن (پانته آ بهرام) از سی یکمین جشنواره فیلم فجر (بهمن ماه ۱۳۹۱)
- کاندید دریافت سیمرغ بلورین بهترین بازیگر نقش اول مرد از سی ویکمین جشنواره فیلم فجر (بهمن ماه ۱۳۹۱)
- کاندید دریافت سیمرغ بلورین بهترین صدابرداری (بابک اردلان) از سی و یکمین جشنواره فیلم فجر (بهمن ماه ۱۳۹۱)
- کاندید دریافت سیمرغ بلورین بهترین طراح گرافیک فیلم (جواد آتشباری) از سی ودومین جشنواره فیلم فجر (بهمن ماه ۱۳۹۲)
- تقدیر ویژه هیئت داوران بیست و هشتمین جشنواره بین‌المللی ماردل پلاتا آرژانتین (آبانماه ۱۳۹۲)
- برنده قرقاول نقره‌ای بهترین کارگردانِ تازه‌وارد از نوزدهمین جشنواره بین‌المللی فیلم کرالا هند (آذرماه ۱۳۹۳)